# Real to Real Cacophony
Real to Real Cacophony ist das zweite Studioalbum der schottischen Rockband Simple Minds.

## Geschichte
Die Texte schrieb wieder Jim Kerr aber an der Komposition waren diesmal alle Mitglieder der Band beteiligt. Das Ergebnis unterschied sich unter anderem auch deswegen recht deutlich vom Debütalbum. Fast alle Elemente der Popmusik wurden vernachlässigt, die Geschichte der Band im Post-Punk sollte besser zum Vorschein kommen.
Durch das ganze Album zieht sich der Gegensatz von Realität und Kakophonie, der auch textlich immer wieder aufgegriffen wird. Die musikalische Dissonanz findet ihren Höhepunkt in dem Gitarrensolo von Calling your Name, das im Kontrast mit der eigentlichen Musik steht.
So wirkt das ganze Album auf den Hörer zunächst unfertig, als ob es unter Zeitdruck entstanden wäre. Durch die Verwendung zahlreicher Effekte in der Produktion von Leckie drängt sich der Eindruck einer eher experimentellen Aufnahme auf, was durch die Verwendung ungewöhnlicher Melodien noch unterstrichen wird.

## Veröffentlichung
Das Album wurde im November 1979 bei Zoom Records in Großbritannien veröffentlicht und in Deutschland und anderen Ländern von Arista vertrieben. Mit dem einsetzenden kommerziellen Erfolg wurde das Album 1982 von Virgin Records wiederveröffentlicht. Virgin veröffentlichte 1985 das unveränderte Album im Format CD und 2002 eine digital remasterte Version unter dem Titel Reel to Real Cacophony als Anspielung auf die überarbeiteten Bänder (reel to reel tape recorder = Tonbandgerät). 2012 wurde das Album in dem X5 Box-Set von Virgin Records mit 3 Bonustracks wieder veröffentlicht.

## Titelliste
1. Real to Real (2:51)
2. Naked Eye (2:22)
3. Citizen (Dance of Youth) (2:53)
4. Carnival (Shelter in a Suitcase) (2:51)
5. Factory (4:15)
6. Cacophony (1:41)
7. Veldt (3:35)
8. Premonition (5:29)
9. Changeling (4:12)
10. Film Theme (2:26)
11. Calling your Name (5:07)
12. Scar (3:33)

Bonustracks
13. Kaleidoscope (4:18)
14. Film Theme Dub (1:29)
15. Premonition (Live) (5:43)

## Besetzung
- Jim Kerr (Gesang)
- Charlie Burchill (Gitarre, Violine, Saxophon)
- Derek Forbes (Bass)
- Brian McGee (Schlagzeug, Percussion)
- Michael MacNeil (Keyboards)

## Rezeption
Andy Kellman von Allmusic stellt in seiner Rezension den großen Entwicklungsschritt zum Debütalbum in den Vordergrund und urteilt: „It's where Simple Minds ventured beyond the ability to mimic their influences and began to manipulate them“ („Hier gingen die Simple Minds über ihre Fähigkeit, ihre Einflüsse nachzuahmen, hinaus und begannen sie zu verarbeiten“).
Christian Graf zitiert im Rockmusik-Lexikon die auf das Album positiv reagierende Fachpresse: Der NME schrieb der Band genug Talent zu, „um eine der wichtigsten Bands der Nach-Punk-Ära zu werden“. Die Liveperformance der Band wurde Graf zufolge vom Fachmagazin Record Mirror als „erfrischend wie eine kühle Brise“ beschrieben. Den Sound umschreibt Graf als „avantgardistische Elektronik und Minimal-Kunst“.
Real to Real Cacophony konnte nicht an dem kommerziellen Erfolg des Debütalbums anknüpfen. Weder das Album noch die ausgekoppelte Single Changeling konnten sich in den Charts platzieren.